# Цветан Цоков
Цветан Георгиев Цоков е български офицер, генерал-майор.

## Биография
Роден е на 16 юли 1921 г. във врачанското село Попица. От 1943 г. е член на РМС, а от 1944 г. на БКП. Политически затворник през 1944 г. Член е на бойна група и ятак на партизаните. На 9 октомври 1944 г. е помощник-командир на 4-то товарно отделение на втори дивизионен артилерийски полк. Към 1946 г. е завеждащ политическата подготовка на 4-то армейско товарно артилерийско отделение в Берковица. В периода 1970 – 1987 г. е началник на политическия отдел на Разузнавателното управление на Генералния щаб на МНО. След това излиза в запаса.